# Kamchatka (roman)
Pour les articles homonymes, voir Kamtchatka (homonymie).
Kamchatka est un roman en espagnol de l'écrivain argentin Marcelo Figueras, paru en 2003.
La traduction française a été publiée en 2007 aux éditions du Panama.
En toute logique, le titre de ce roman aurait dû être orthographié Kamtchatka, du nom de la péninsule russe dont il est tiré, mais le traducteur, Vincent Raynaud, a conservé sa forme en espagnol et comme on l'orthographie dans le jeu de société Risk.

## Résumé
Un enfant de dix ans qui doit quitter précipitamment sa maison et son école « Leandro N. Alem », pendant le coup d'État en Argentine, en mars 1976. Son vrai nom n'est jamais donné ainsi que ceux de la plupart de ses proches. Sa mère est le plus souvent qualifiée de « The Rock », son frère de « Lutin » et il s'est lui-même choisi comme prénom dans la clandestinité « Harry » (par admiration pour Harry Houdini). Le nom de la péninsule russe lui est inspiré des parties de Risk jouées avec son père (où ce dernier gagne toujours avec pour base cette région).

« Depuis, chaque fois que la partie est devenue difficile, je me suis réfugié au Kamchatka et j'ai survécu. Et même si, au début, j'ai pensé que papa me devait une partie, après j'ai compris que ce n'était pas vrai. Il m'avait dit son secret, ce qui avait fait de moi son allié. Et chaque fois que j'ai joué il était avec moi, et quand les choses ont mal tourné, nous avons tenu bon dans le Kamchatka et à la fin tout s'est arrangé. Car le Kamchatka était l'endroit où il fallait être. (chapitre 81). »

## Réception critique
Lire et evene l'ont considéré parmi les meilleurs romans d'apprentissage de l'enfance.

## Le film
Kamchatka, un film argentin réalisé par Marcelo Piñeyro en 2002, est une adaptation du scénario dont Marcelo Figueras tire son roman l'année suivante.